# حرقته الشمس (فلم)
حرقته الشمس (بالإنجليزية: Burnt by the Sun) هو فيلم تم إنتاجه في فرنسا وروسيا وصدر في سنة 1994.

## الميزانية والإيرادات
بلغت تكلفة إنتاج الفيلم حوالي 2,800,000 (estimated) دولار.

### ترشيحات وجوائز
| السنة | الحدث  | الفئة           | النتيجة  |
| ----- | ------ | --------------- | -------- |
|       | أوسكار | أفضل فيلم أجنبي | فـــــوز |

## وصلات خارجية
- مقالات تستعمل روابط فنية بلا صلة مع ويكي بيانات